# Бориша Радовановић
Бориша Радовановић рођен је 9. септембра 1950. године у Равном Тополовцу (општина Житиште). Професор је историје, виши архивски саветник и члан Међународног архивског савета из Париза, секције за архитектонске записе. Аутор је књига о историји и архивској теорији.

## Биографија
У родном Равном Тополовцу завршио је основну школу, док је гимназију похађао у Зрењанину. На Филозофском факултету у Београду завршио је општу и националну историју и стекао стручни назив професор историје. Последипломске студије наставио из правне историје на Правном факултету. Од 1980. године ради у Историјском архиву Шумадије у Крагујевцу. Дужност директора вршио је 1991. године. Радио је као руководилац одељења за сређивање и обраду архивске грађе и руководилац културно - просветне и издавачке делатности Архива Шумадије. Био је секретар СИЗА за неговање традиција ослободилачких ратова Крагујевца. Jедан је од оснивача „Друштва историчара Шумадије“ у Крагујевцу. Главни и одговорни уредник часописа „Шумадијски анали“ био је од 2004 до 2015године (бр 1-8). Звање архивист добио је 1984, виши архивист 1997, а архивски саветник 2002. године. Добитник је бројних друштвених признања и награда. 1995. године добио је сина Павла са женом Зорицом.
Награђен "Ђурђевданском нагарадом" града Крагујевца за науку у 2017.години за књигу "Историја Крагујевца од најстаријих времена до 1944.године"
Преминуо је 26. маја 2023. године у Крагујевацу. Сахрањен је на грољу Бозман.

## Научни рад
Резултате својих архивских и историјских истраживања објављивао је у стручним часописима у земљи и иностранству. Организатор је и главни и одговорни уредник неколико научних скупова из прошлости Шумадије и Крагујевца ( 2002,2006, 2010, 2014). Сарадник је на изради „Српског биографског речника“ Матице српске из Новог Сада. Аутор је и организатор великог броја историјских изложби из прошлости Шумадије и Крагујевца. Изложба „Архивска грађа - извор за историју“ добила је награду Културно просветне заједнице општине Крагујевац. Посебно поглавље у његовом опусу представљају радови из архивистике и проучавању прошлости насеља у Србији и заштите непокретне културне баштине. Објаљивао је новинске чланке, фељтоне у дневним и недељним новинама и часописима („Светлост“, „Крагујевачке новине“, „Политика“ и др). Дао је велики допринос очувању и неговању револуционарних традиција српског народа.
Узео је учешће у раду два Конгреса архивиста Југославије (Нови Сад, Задар) и XV Међународном конгресу архивиста у Бечу 2004. године.

### Књиге
- Добровољно ватрогасно друштво "Крагујевац" 1887-1987 (1987), ДВД,Крагујевац, 1987
- РАВНИ ТОПОЛОВАЦ', Библиотека "Хронике села", Одбор за проучавање села САНУ, Институт за економику пољопривреде, Завод за проучавање културног развоја Србије, Београд 1991.
- Стари Крагујевац, ПИП "Круг", Крагујевац,1996.
- Kragujevac, the Heart of Serbia(Крагујевац – срце Србије),Скупштина града Крагујевца,Крагујевац,1996.
- Велика суза - спомен књига,Градски одбор СУБНОР-а,Крагујевац,1998.
- Пут дужи од века, ДП Житопродукт, Крагујевац 2001
- Споменица историјског архива Шумадије 1952-2002, ИАШК, Крагујевац,2002.
- Борач - драгуљ Шумадије, (хроника села),Крагујевац,2003.
- Историјска и уметничка баштина Војнотехничког завода у Крагујевцу,: Завод за заштиту споменика културе-Београд, Министарство културе Републике Србије, Крагујевац, 2005.
- Радовановићи из Двизовића у Осату- родослов,Крагујевац,2008.
- Огледи из архивистике - зборник радова, ИАШК,Крагујевац,2010.
- Крагујевац у првом српском устанку1804-1813, Крагујевац,2011.
- Кафане старог Крагујевца : прилози друштвеној историји града,Крагујевац,2012.[2]
- Последња одбрана Србије легенда о ђачком батаљону "1300 каплара, спомен књига поводом 100-годишњице Првог светског рата,Друштво историчара Шумадије : ГО СУБНОР : Организација резервних војних старешина : Удружење потомака ратника Србије 1912-1920, Крагујевац,2014.
- Парламентарна историја Србије у XIX веку - скупштине у Крагујевцу 1813-1880 : зборник радова. 1 Крагујевац,2014.
- ИСТОРИЈА КРАГУЈЕВЦА од најстаријих времена до 1944.године, Крагуујевац,2017.

### Чланци
- Немци у Катарини( Равном Тополовцу), Историјска секција ученика Друге гимназије, Зрењанин,1966.
- Милоје Павловић (1887-1941), биографија, Зборник радова народних хероја Шумадије и Поморавља, Друштво младих истраживача "Полет", Крагујевац,1985.
- Први НОО села Вишевца, Прилог проучавања власти у Лепеници, Зборник радова са округлог стола "500 година Раче", Рачанска република 1941. године,1988.
- Шумадијско обласно коло јахача „Кнез Михаило“ (Станишта, Крагујевац, 1991)
- Угри у Шумадији, Орбис, часопис за књижевност, уметност и културу бр.3, Кањижа 1996.
- Војвода Богдан Зимоњић, Орбис, часопис за књижевност, уметност и културу бр1. Кањижа 1997.
- Исидор Стојановић, О једном заборављеном професору Лицеја из Кањиже, Орбис, часопис за књижевност, уметност и културу бр.3-4, Кањижа,1997.
- Угарско -српске везе и односи у прошлости, Орбис, часопис за књижевност, уметност и културу, Кањижа 1998.
- Оснивање Лицеја у Крагујевцу 1838.годинеЗборник радова са научног скупа " Од Лицеја до савременог универзитета будућности", Крагујевац 7 и 8.децембра 1998.
- Једно упутство Саве Грујића мешовитој комисији за регулацију тока реке Дрине из 1889. године (Архивски преглед, Београд, 1995)
- Развитак радничке штампе у Србији, лист радника Југославије бр.6.8 и 9 из 1999.године.
- Пола века у служби истине ( Историјски архив Шумадије), Архивски преглед, бр.1-4, Архив Србије 1998/1999, Београд 1999.
- Локација архива у рату и непосредној ратној опасности, Архивска грађа као извор за историју, Научни скуп Архивска грађа 15 и 16. маја 2000, Зборник радова, Архив Србије, Београд,2000.
- Смиља Милосављевић, In memoriam, Архивски преглед, Архив Србије, бр. 1-4, Београд 1996-1997.
- Политички домети посете хрватских студената Београдском универзитету, Крагујевцу и Србији (Зборник радова, Крагујевац, 2001)
- Стручна библиотека Историјског архива Шумадије у Крагујевцу, "Крагујевачко читалиште"бр.6, Народна библиотека " Вук Караџић", Крагујевац,1998.
- Оснивање градске библиотеке у Крагујевцу,"Крагујевачко читалиште"бр.7, Народна библиотека " Вук Караџић", Крагујевац,1998.
- Установљење ордена "Таковски крст" и његови носиоци из 1865.године, Зборник радова Музеја Рудничко - Таковског краја, бр1, Г. Милановац 2001.
- О неким аспектима некритичког публиковања архивске грађе са посебним освртом на архивску грађу Шумадије, Зборник радова са научног скупа " Архивска грађа као извор за историју Шумадије" одржаног 25.новембра 2002.године. ИАШК, Крагујевац,2003.
- Архивске зграде у Србији, Шумадијски анали бр.1, ИАШК, Крагујевац,2004.
- Равни Тополовац сред равног Баната,"Завичајац" часпис за неговање завичајне културе, бр.21-22, Зрењанин март-јун 2005.
- О изворима и литератури за историју Крагујевца, Шумадијски анали бр.2 ИАШК, Крагујевац,2005.
- Одлуке Берлинског конгреса 1878.године и њихов значај за историју Србије, Шумадијски анали бр.2, ИАШК, Крагујевац,2005.
- Насељавање Осаћана у Лепеницу, Митолошки зборник бр.13, Центар за митолошке студије, Рача,2005
- Могућност примене међународних архивских стандарда о архивским зградама у Србији," Архивска пракса" бр.8, Архив Тузланског кантона, Тузла 2005.
- О неким учесницима другог српског устанка 1815.године из Крагујевачког и Јагодинског округа, "Корени" бр.3, ИАЈ, Јагодина 2005.
- Међународно архивско саветовање Tehnični in vsebinski problemi klasičnega in elektronskega arhivarija (Раденци, Словенија, 2005),	Шумадијски анали : часопис за историографију, архивистику и хуманистичке науке, ИАШК,Крагујевац,2005.
- О потреби писања историје градова у Србији, "Шумадијски записи" бр.3, Музеј у Аранђеловцу, Аранђеловац,2006. Из збирке Божидара В. Симовића у Историјском архиву Шумадије у Крагујевцу, Шумадијски анали, часопис за историографију, архивистику и хуманистичке науке бр.2,ИАШК;Крагујевац,2005.
- Experiences mode by the Historical archive of Šumadija in Kragujevac during the war in 1999 concerning the protection of their holdings (Neka iskustva Istorijskog arhiva Šumadije u Kragujevcu na zaštiti arhivske gradje u ratnim uslovima 1999. godine),Tehnični in vsebinski problemi klasičnega in elektronskega arhiviranja : zbornik referatov dopolnilnega izobraževanja s področij arhivistike, dokumentalistike in informatike, Pokrajinski arhiv Maribor, Maribor,2005.
- Престони Крагујевац заборављена тема историографије, Зборник радова са научног скупа I "Крагујевац и Шумадија од 1818 до 1841.године", ИАШК, Крагујевац,2006.
- Апотекар кнеза Милоша : знаменити Бечкеречани,Завичајац : часопис за неговање завичајне културе,Зрењанин,2006.
- Настава историје на Лицеју у Крагујевцу 1838-1841, Зборник радова са научног скупа "Крагујевац и Шумадија од 1818 до 1841.године", ИАШК, Крагујевац,2006.
- Хроника Левачког среза,"Корени" бр.4, ИАЈ, Јагодина 2006.
- The protection of archival material in the archives of Serbia (Zaštita arhitektonske arhivske gradje u arhivima u Srbiji),Tehnični in vsebinski problemi klasičnega in elektronskega arhiviranja : zbornik referatov dopolnilnega izobraževanja s področij arhivistike, dokumentalistike in informatike ,Radenci, Pokrajinski arhiv Maribor(Slovenija),Maribor,2006.
- Шумадија 1929.године у извештајима начелника срезова Крагујевачког, Гружанског и Лепеничког. Шумадијски анали бр.3. ИАШК,2007.
- Једна поверљива дипломатска мисија Цветка Рајовића у Влашку 1829.године,Шумадијски анали, бр.3. ИАШК,Крагујевац,2007.
- Архивска грађа као извор за генеалошка истраживањаArchival Material as a Source,Istorijski arhiv Užice, Užice,2007.
- Arhivska zgrada, prostor i oprema Istorijskog arhiva Šumadije u Kragujevcu u funkciji zaštite arhivske gradje,Tehnični in vsebinski problemi klasičnega in elektronskega arhiviranja : zbornik referatov dopolnilnega izobraževanja s področij arhivistike, dokumentalistike in informatike ,Radenci, Pokrajinski arhiv Maribor(Slovenija),Maribor,2007.
- Катедра за архивистику, Архивски гласник бр.2, Друштво архивиста Србије, Београд,2008.
- Из ратног дневника Љубомира Јовановића Љубе I.део, Кроз Србију 1915.године,Шумадијски анали бр.4,ИАШК,Крагујевац,2008.
- Možnost uporabe splošnega mednarodnega standarda za popisovanje arhivskega gradiva ISAD(G) v srbskih arhivih
- Possibilities of implementation of General International Standard Archival Description ISAD(G) in the archives in Serbia(Mogućnosti primene međunarodnih arhivskih standarda za opisovanje arhivske građe ISAD(G) u arhivima u Srbiji),Tehnični in vsebinski problemi klasičnega in elektronskega arhiviranja : zbornik referatov dopolnilnega izobraževanja s področij arhivistike, dokumentalistike in informatike,Radenci, Pokrajinski arhiv Maribor(Slovenija),Maribor,2008.
- Правила Крагујевачког шаховског клуба из 1931.године, Шумадијски анали бр.4,ИАШК,Крагујевац,2008
- Михољска скупштина у Крагујевцу 1867.године,Шумадијски анали бр.4 ИАШК,Крагујевац,2008.
- Неколико практичних питања и одговора код издавања архивске грађе Архивски гласник, Београд 2009
- Ванредно заседање Народне скупштине у Крагујевцу 1880.године,Шумадијски анали бр.5,ИАШК,Крагујевац,2009.
- Из ратног дневника Љубомира Јовановића Љубе II.део, Кроз Црну Гору,Шумадијски анали бр.5,ИАШК,Крагујевац,2009
- Прва законодавна скупштина у Србији, Зборник радова са научног скупа "Крагујевац у другој половини деветнаестог века",II ИАШК, Крагујевац,2010.
- Малогоспојинска скупштина у Крагујевцу 1859.године,Шумадијски анали бр.6,ИАШК,Крагујевац,2011.
- Неколико непознатих података о пореклу академика Драгослава Срејовиће, Митолошки зборник бр.24, Центар за митолошке студије, Рача,2011
- Из ратног дневника Љубомира Јовановића Љубе III, IV део, У Италији, Шумадијски анали бр.6,ИАШК,Крагујевац,2011.
- Проблеми коришћења дигиталних копија као историјског извора," Архивска пракса" бр.14, Архив Тузланског кантона, Тузла 2011.
- Скупштина у Крагујецу 1843.године, Шумадијски записи" бр.6, Музеј у Аранђеловцу, Аранђеловац,2012.

Из ратног дневника Љубомира Јовановића Љубе V.Ница,Шумадијски анали бр.7,ИАШК,Крагујевац,2012
- Народне скупштине држане у престоном Крагујевцу 1818-1934.године, Шумадијски анали, бр7,ИАШК,Крагујевац 2012.
- Петровска скупштина у Крагујевцу 1848.године, "Расински анали", бр11, Историјски архив Крушевац,2013.
- Заседање Народне скупштине у Крагујевцу 1871.године," Баштиник", бр.15, Историјски архив у Неготину, 2013.
- За хронологију преношења Карађорђевих посмртних остатака у цркву на Опленцу, Митолошки зборник бр.27, Центар за митолошке студије, Рача 2012
- Оснивање велосипедског Спорт клуба "Орлић" у Крагујевцу 1933.године. Зборник радова са научног скупа III, "Крагујевац и Шумадија од 1914 до 1941.године", ИАШК, Крагујевац,2014.
- Спасовска скупштина у Крагујевцу 1837.године,"Записи", Историјски архив Пожаревац,2014.
- Ослобођење Крагујевца 1815.године, Митолошки зборник бр.34, Центар за митолошке студије, Рача, 2015.
- Из ратног дневника Љубомира Јовановића Љубе VI.део, На Крфу ,Шумадијски анали бр.8,ИАШК,Крагујевац,2015
- Петровска скупштина у Крагујевцу 1835.године Корени, часопис за историографију и архивистику Историјски архив Јагодине, 2016.
- Лични фонд Антонија Орешковића у Историјском архиву Шумaдије у Крагујевц,Шумадијски анали, часопис за историографију, архивистику и хуманистичке науке бр.8,ИАШК,Крагујевац 2015.
- Карађорђе Петровић на скупштини у Крагујевцу 1813.године, Митолошки зборник бр.37 Центар за митолошке студије Србије, Рача 2017.
- Косово и Метохија на Берлинском конгресу 1878.године,Шумадијски анали бр. 10 ИАШК, Крагујевац, 2020.

### Каталози изложби
- Крагујевачка гимназија 1833-1983, Крагујевац (1983)
- Архивски документи извори за историју, ИАШК, Крагујевац,1986.
- Крагујевац престоница Србије 1818-1841, Крагујевац (1991).3
- 100 година и деценија приде Ватрогасног друштва у Крагујевцу (1887-1997), DVD, Крагујевац,1997.
- 165 година Гимназије у Крагујевцу 1833-1998, Крагујевац,1998.
- 145 година од Занатлијске школе до Техничке школе за машинство и саобраћај, Техничка школа за машинство и саобраћај, Крагујевац,1999.
- Представљање Крагујевца и Шумадије на старим географским картама (2003)4
- Председници и градоначелници општине Крагујевачке (2004)

### Биографске одреднице у "Српском биографском речнику" Матице Српске"
- Адамушевић Михаило Мика, СБР 1 А-Б,71
- Анђелковић Данило, СБР 1 А-Б, 196
- Богићевић Младен С, СБР 1 А-Б, 626
- Божић Каменко, СБР 1 А-Б, 658
- Браловић Милован, СБР 1 А-Б, 775
- Бранковић Јеврем, СБР 1 А-Б, 791
- Брзаковић Живојин, СБР 1 А-Б, 818
- Брзаковић Ђурђе, СБР 1 А-Б, 818
- Булатовић Машан, СБР 1 А-Б, 880
- Булић Ђорђе, СБР 1 А-Б, 885
- Бељић Станоје, СБР 1 А-Б, 490
- Васић Петар, СБР 2 В-Г, 98
- Васовић-Колаковић Јоксим, СБР 2 В-Г, 102
- Вуковић Павле, СБР 2 В-Г, 458
- Голобочаанин - Деметровић Ђорђе, СБР 2 В-Г, 740
- Димитријевић Спасоје, СБР 3 Д-З, 258
- Динић Милоје, СБР 3 Д-З, 289
- Драшковић Тихомир, СБР 3 Д-З, 407
- Ђоршђевић Иван, СБР 3 Д-З, 548
- Ђурић Драгиша, СБР 3 Д-З, 643
- Жикић Милоје, СБР 3 Д-З, 806
- Здравковић Коста, СБР 3 Д-З, 858
- Карић Давид М, СБР 4 И-Ка, 879
- Луковић Милутин, СБР Кв-Мао, 671
- Максимовић Љубомир, СБР Кв-Мао, 782